# Île aux Loups

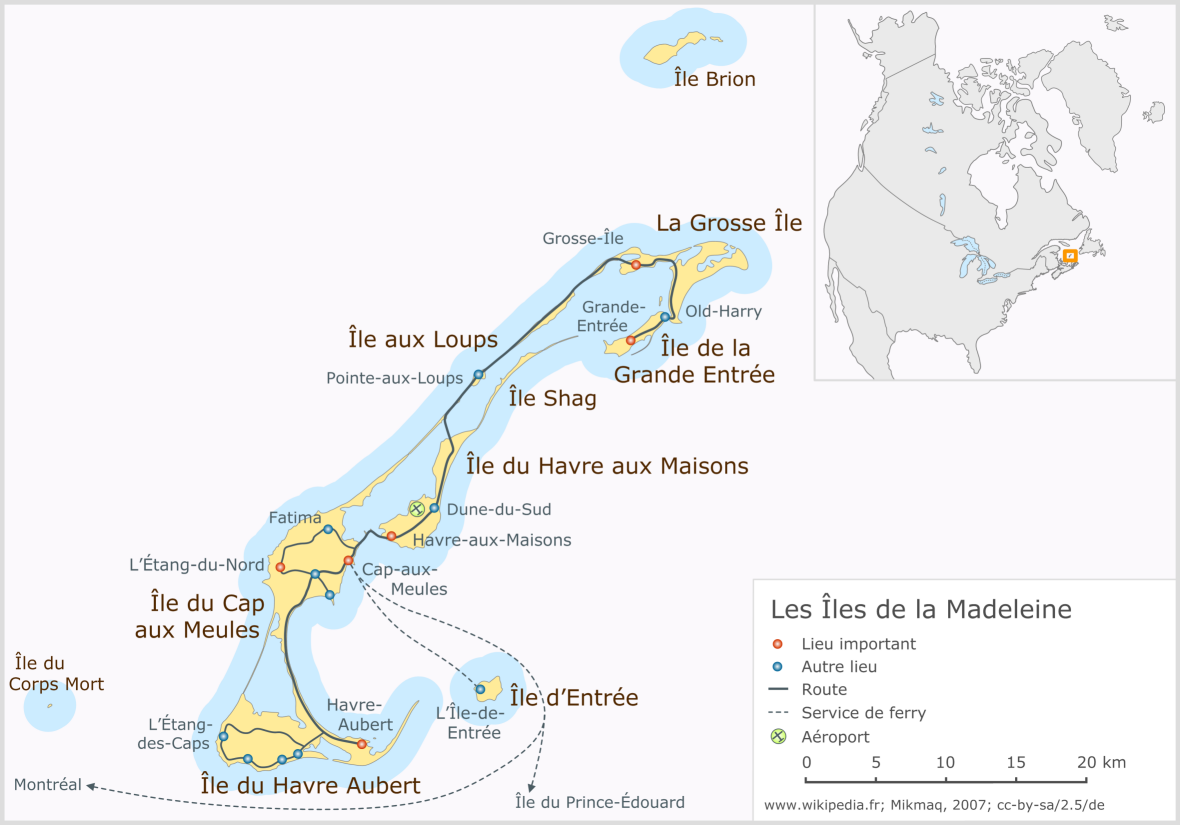
Karta över Îles de la Madeleine. Infällt: öarnas läge i Nordamerika.

Île aux Loups är en ö i Kanada.   Den ligger i ögruppen Îles de la Madeleine i provinsen Québec, i den östra delen av landet, 1 100 km öster om huvudstaden Ottawa. Arean är 1,4 kvadratkilometer.
Terrängen på Île aux Loups är mycket platt. Öns högsta punkt är 17 meter över havet. Den sträcker sig 1,9 kilometer i nord-sydlig riktning, och 2,0 kilometer i öst-västlig riktning.